# Benedict (Kansas)
Benedict – miasto w Stanach Zjednoczonych, w stanie Kansas, w hrabstwie Wilson.